# خطر اطلاعات
خطر اطلاعات (به انگلیسی: Information hazard) "خطری است که از انتشار اطلاعات (واقعی) ناشی می‌شود که ممکن است سبب آسیب شود یا برخی از عوامل را قادر به ایجاد آسیب کند، همان طور که فیلسوف نیک بوستروم در سال ۲۰۱۱ تعریف کرد، در اطلاعات حساسیت موجود است، یک مثال می‌تواند دستورالعمل ایجاد یک سلاح گرمایی هسته‌ای باشد.

## طبقه‌بندی
باستروم انواع خطرهای اطلاعاتی زیر را در میان بسیاری از انواع دیگر پیشنهاد می‌کند:
- خطرهای داده: بخشی از داده که می‌تواند برای آسیب رساندن به دیگران مورد استفاده قرار گیرد، مانند توالی DNA یک بیماری‌زای کشنده.
- خطر ایده: ایده‌های عمومی که در صورت تحقق می‌توانند به دیگران آسیب برسانند. یک مثال ایده «استفاده از واکنش شکافت برای ایجاد بمب» است. دانستن این ایده به تنهایی می‌تواند برای یک تیم با منابع کافی برای ساخت بمب هسته‌ای کافی باشد.[۲]
- خطرهای آگاهی بیش از حد: اطلاعاتی که در صورت شناخته شدن، می‌تواند برای فردی که آن را می‌شناسد، خطر ایجاد کند. به عنوان مثال، در دهه ۱۶۰۰، زنانی که در مورد غیبت می‌دانستند در معرض خطر بیشتری برای متهم شدن به جادوگری بودند.[۲]